# Engelbert Sonneborn

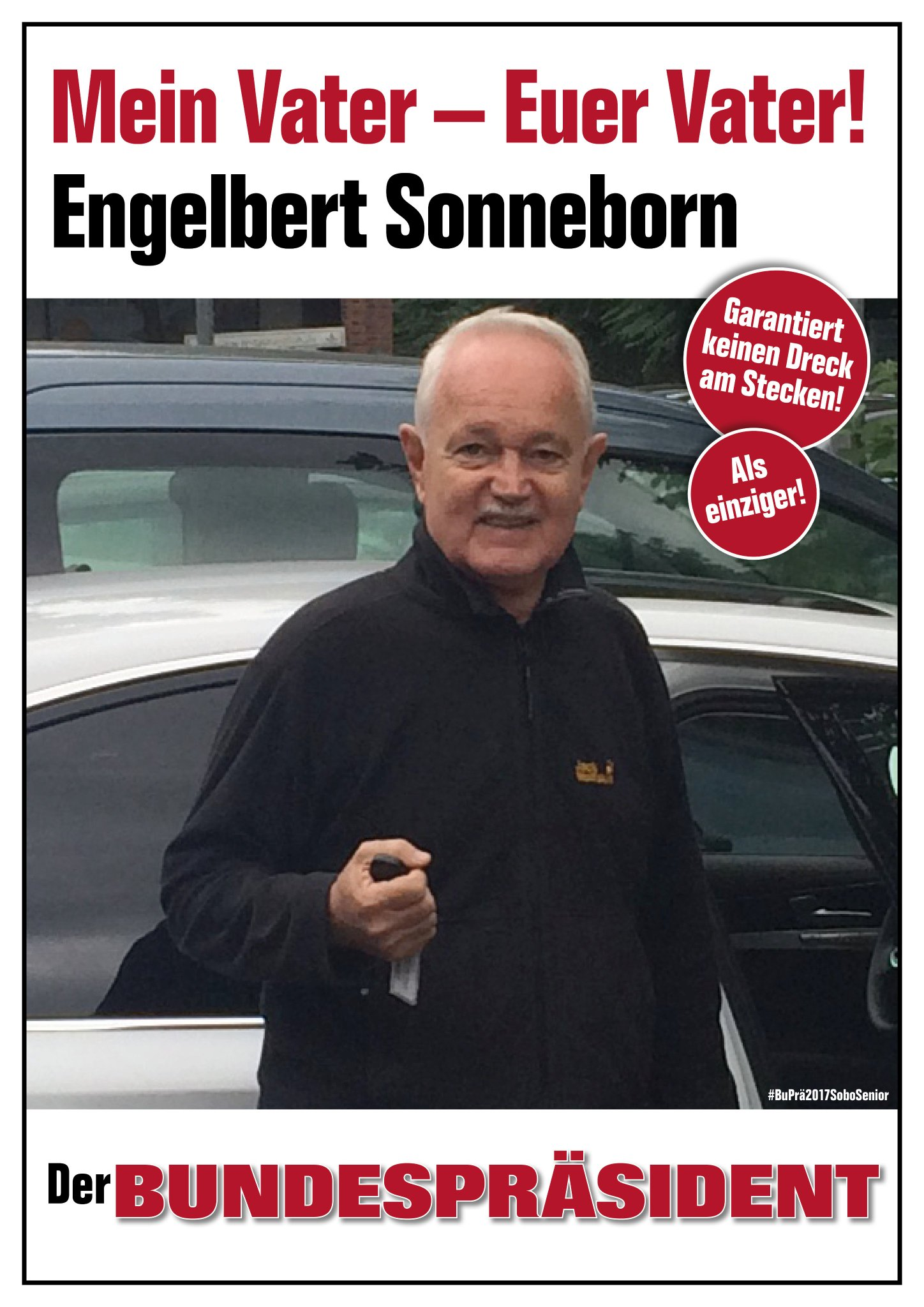
Plakat für die Kandidatur Engelbert Sonneborns

Engelbert Sonneborn (* 9. Februar 1938) ist ein deutscher ehemaliger Kandidat für das Amt des Bundespräsidenten, der bei der Wahl 2017 als gemeinsamer Vorschlag der Piratenpartei und der PARTEI antrat.

## Kandidatur für das Amt des Bundespräsidenten
Engelbert Sonneborns Kandidatur wurde am 5. Februar 2017 durch seinen Sohn Martin Sonneborn, der auf Vorschlag der Piratenfraktion im Nordrhein-Westfälischen Landtag der Mitglied der 16. Bundesversammlung war, in der Frankfurter Allgemeinen Sonntagszeitung angekündigt. Man habe ihn ausgewählt, da ihr Wunschkandidat Murat Kurnaz die Kriterien zur Bundespräsidentenwahl als türkischer Staatsbürger, und dazu noch nicht 40 Jahre alt, nicht erfülle. Außerdem sei diese Überlegung gereift, als der US-Präsident Donald Trump seinen Schwiegersohn Jared Kushner zu einem Berater ernannt habe. Ein weiterer von der PARTEI angefragter Kandidat, die Hamburger Rotlichtgröße Kalle Schwensen, habe abgelehnt.
Der pensionierte Berufsberater und Stammwähler der CDU wurde am 9. Februar 2017 im Rahmen einer Pressekonferenz im Berliner Ensemble in Berlin vorgestellt. Während der Pressekonferenz beantworteten Politiker der Piraten und Martin Sonneborn alle Fragen, während Engelbert Sonneborn wie zu Beginn angekündigt schwieg. Dabei blieb es auch im weiteren Verlauf bis zur Wahl, da er erst sprechen werde, sobald er bei Amtsübernahme dafür bezahlt würde. In einem Interview einige Monate nach der Wahl erklärte Martin Sonneborn, sein Vater hätte bereits einen kleinen Text über soziale Gerechtigkeit und Missstände vorbereitet, sie seien aber zu dem Schluss gekommen, dass sich Schweigen besser von den anderen Kandidaten abhebe als mit einer typischen Politikerrede unter vielen.
Die politische Agenda setze auf den Begriff „Freizeit“. Zudem kommentierte Martin Sonneborn die Eignung seines Vaters für das Amt mit einer Anspielung auf den Kandidaten der Großen Koalition Frank-Walter Steinmeier und seine Rolle in Bezug zu Murat Kurnaz:

„Wir haben Reden von Joachim Gauck abgetippt und das Wort Freiheit durch das Wort Freizeit ersetzt. … Freizeit ist immer die Freizeit des Andersdenkenden. […] Er verfügt über einen dunklen Anzug, er ist ein Mann von Manieren und großer Höflichkeit und er hat niemanden vier Jahre in Guantanamo sitzen lassen.“

Bei der Wahl am 12. Februar 2017 verlangte die Piratenpartei von ihren elf Delegierten keine Fraktionsdisziplin. Martin Sonneborn sagte später, er habe „ihm drei versprochen (und wisse) zufällig, dass nicht alle Delegierten der Piraten ihn gewählt haben. Es sind also auch konservative Stimmen für ihn abgegeben worden“. Engelbert Sonneborn erhielt zehn Stimmen und belegte hinter dem gewählten Frank-Walter Steinmeier und den anderen drei Kandidaten den letzten Platz.